# 河崎 (伊勢市)

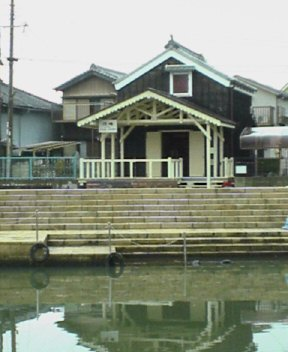
河崎・川の駅

河崎（かわさき）は三重県伊勢市の地名。現行行政地名は河崎一丁目から河崎三丁目。郵便番号は516-0009。2020年（令和2年）4月30日現在の人口は1,613人。
伊勢湾を渡ってきた伊勢神宮の参拝客が上陸する河岸（かし）を中心に室町時代から江戸時代にかけて発達した町で、町屋や土蔵などの歴史的景観が残されている。

## 地理
伊勢市の中北部・山田の北部に位置し、地形的には沖積平野上にある。河崎の中央東寄りを勢田川（せたがわ）が南北に流れ、左岸（西岸）に一丁目と二丁目、右岸（東岸）に三丁目がある。各丁目とも現在は主に住宅地として利用されている。勢田川沿いの道筋約800mに古民家が立ち並ぶ。
北は船江、東は神久（じんきゅう）、南は吹上、西は宮後（みやじり）と接する。

### 丁目
河崎一丁目
河岸が全盛期の頃は「西の口」と呼ばれていた。
河崎二丁目
河崎の商業の中心地であった。勢田川沿いに蔵が並ぶ。
河崎三丁目
問屋町が形成されていた。
2020年（令和2年）4月30日時点の世帯数と人口は以下の通りである。
| 丁目       | 世帯数  | 人口    |
| ---------- | ------- | ------- |
| 河崎一丁目 | 228世帯 | 437人   |
| 河崎二丁目 | 332世帯 | 661人   |
| 河崎三丁目 | 243世帯 | 515人   |
| 計         | 803世帯 | 1,613人 |

## 歴史
豊受大神宮（伊勢神宮外宮）の鳥居前町山田の北方にある河崎が、歴史の表舞台に登場するのは中世以降のことである。

### 河崎の誕生
現在河崎と呼ばれている地域は鎌倉時代には「河辺里」だったとする説があるが定かでない（後述）。
中世に勢田川西岸に民家ができたと見られ、北条氏の遺臣である左衛門太夫宗次が田畑を開墾し、宅地を開いたという。左衛門太夫宗次は後に河崎氏を名乗るようになり、開拓地に関門を置いて城郭さながらの町を築いたとされる。
1439年（永享11年）の『道後政所職事記』には「箕曲継橋両郷代官職」に補任された七郎兵衛督が「除河崎」とされたという記述があり、この頃には河崎が地名として定着したようである。
ただし、勢田川河口の大湊の入港記録である『船々聚銭帳』の1565年（永禄8年）分には「川崎」と表記されている。法楽寺に残る史料によると当時の河崎は法楽寺の「河崎領」であり、2人に半分ずつ分け与えられたという。この時代には、神社（かみやしろ）などとともに河岸として整い始めたと考えられている。

#### 河辺里は河崎なのか
『宇治山田市史』には「当地の古名を河邊ノ里と称したと云ふ説の多きに対し、全く別所だと断じた説も多くある」と記載されているように、河辺里（河邊の里）と河崎が同じ場所であるか、はっきりとしない。現在の郷土史家の見解では、河辺里を河崎に比定する説はあまり支持されていないが、ここでは両論を併記する。

##### 「河辺里＝河崎」説
- 『伊勢名所拾遺集』の注記に「河崎ト云舟着ヲ昔ハ河辺里トマヲシキ勢伊太川ヨリ舟入ナリ」とある[6]。
- 『勢陽雑記』に『河辺里 近来川崎と云ふと云、人家七百軒』とある[6]。
- 『伊勢名勝志』に「河辺里 山田河崎ノ地ヲ称ス、今人家櫛比シ船舶輻湊ノ地タリ」とある[6]。
- 『五鈴遺響』に「河崎旧名河辺ト云、民家六百五十二宇」とある[6]。

##### 「河辺里≠河崎」説
- 『名所拾遺集』に「元和二年五月[注 3]ノ田地改帳ニ河崎ノ後、川邊九斗九升、川邊又鷺山四斗ト見ヘ、今猶鷺山ノ北、桜堂ノ東ニ川邊ト字セル田圃アリ」とある[8]。
- 『藤園雑纂』に「河崎ト河邊里トハ共ニ古キ称号ニテ別所ナリ。豊受宮祢宜補任次第ニ、天治年中[注 4]ニ一祢宜高房ヲ川崎ノ長ト記シ、寛治年中[注 5]ニ三祢宜貞任ヲ川邊入道ト記セリ」とある[8]。
- 『宇治山田市史』に「古昔河邊の里と唱へたのは前にも陳べた通り宮後町の河邊と称する東辺より当町の南部にかけてのこと」という説が紹介されている[8]。

### 全盛時代

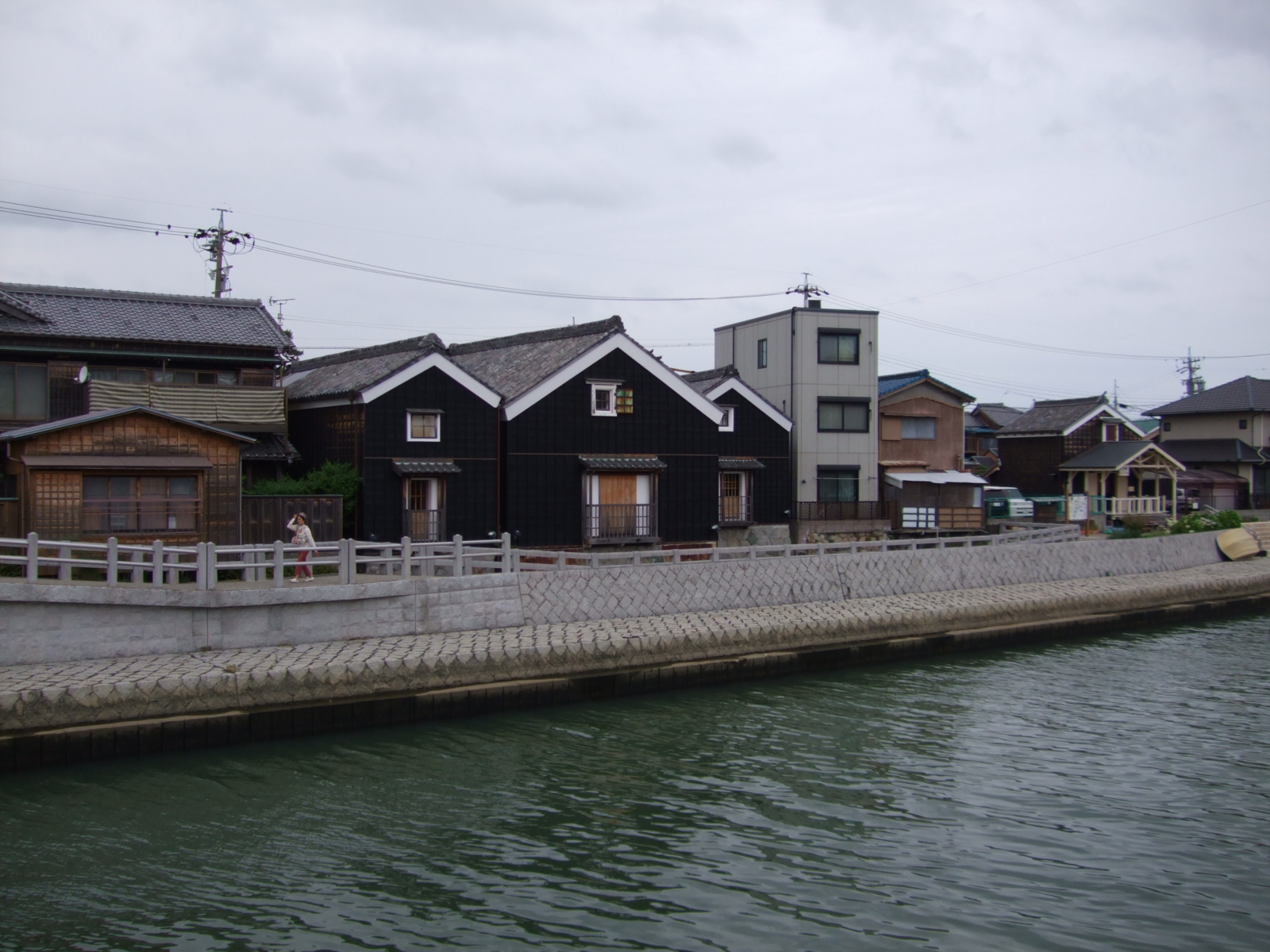
勢田川沿いに蔵が並ぶ河崎二丁目

江戸時代になると河崎町あるいは山田河崎町と称するようになり、隣接する船江町と合わせて上中之郷として「山田十二郷」に加入した。これより山田奉行から公認を受けた自治組織・山田三方の施政下に置かれるようになる。
この頃の河崎は日本各地から集まる物資を売りさばく問屋が軒を連ね、山田最大の商業地区を形成していた。具体的な物資の内容について『五鈴遺響』は、米・柴（雑木）・薪・魚・塩・蔬菜であるとし、大変繁盛していると記している。1628年（寛永4年）春には、山田奉行所が御囲穀倉という非常用の米蔵を建てた。
諸国から物資が集まるだけでなく、志摩国の海産物や伊勢平野の農産物の積み出し港としても機能したという。更に河崎は、物資の集散地としての役割にとどまらず、三河国以東から伊勢湾を渡り勢田川を遡（さかのぼ）って訪れた参宮客の上陸地点でもあった。当時の賑わいは「勢田の流の入舟出舟、わけて賑ふ御蔭年」という謡われた。これらの水運を利用して伊勢参宮をすることは「川筋参宮」と呼ばれ、参宮船は太鼓を打ち鳴らしながら入港したため、「どんどこさん」と呼ばれていた。文人の頼山陽は、河崎から母と共に二見浦へ渡り、当地を詠んだ詩を残している。
当地の遊廓で作られた「河崎音頭」は、外宮と内宮（皇大神宮）の中間付近にある古市に伝播し“伊勢は津でもつ、津は伊勢でもつ、尾張名古屋は城でもつ”の歌詞で知られる伊勢音頭となった。伊勢音頭は参宮客が「荷物にならない伊勢土産」として故郷に伝えたため、日本各地に広まった。

### 衰退と再生の動き
明治時代になると山田を「神都」とすべく、河崎にあったすべての寺院が廃寺となった。1889年（明治22年）に入り町村制が施行されると、宇治山田町の1つの地区となる。1906年（明治39年）、宇治山田町が市に昇格。初代市長・北川矩一は当地から輩出された。川筋参宮は1893年（明治30年）の参宮鉄道（現JR参宮線）の開通による交通網の発達で明治末頃に見られなくなった。産業構造の変化も影響し、河崎は衰退していったが、神都線（路面電車）が河崎駅を設置したので、古市ほどの劇的な衰退はなかった。宇治山田市は第二次世界大戦中の1945年（昭和20年）7月に空襲を受けた（宇治山田空襲）が、河崎町は戦災を逃れた。しかし、高度経済成長の時代に入ると陸上輸送が主流となり、河崎の物資集散地としての地位も失われた。
1957年（昭和32年）、市立伊勢総合病院が河崎町に開院。（1980年〔昭和55年〕に移転。）1966年（昭和41年）、河崎に住居表示が導入、丁目が設定された。
1974年（昭和49年）7月7日、集中豪雨によって洪水が起き、勢田川流域を中心に甚大な被害が出た。これは発生した日にちなみ「七夕水害」と呼ばれている。翌年から国の事業による勢田川改修が始まった。この河川改修では川幅の拡張が検討され、1976年（昭和51年）川に面した89戸の立ち退きが求められた。ここで河崎の住民が立ち上がり、町並み保存運動を開始する。この運動は結実し蔵は守られた。一時期の停滞の時期を経て、1999年（平成11年）には活動団体が「NPO法人伊勢河崎まちづくり衆」となった。2002年（平成14年）には同法人の活動拠点「伊勢河崎商人館」が開館、2004年（平成16年）には伊勢の伝統工芸品である伊勢春慶を復活させるべく、「伊勢春慶の会」が発足した。
伊勢河崎商人館の開館により、河崎は観光地として注目が集まっている。しかし、観光地として成長するには観光客向けの商店・飲食店がまだ少ないことが課題である。

### 沿革
- 1889年（明治22年）4月1日 - 町村制施行により、度会郡宇治山田町河崎町となる。
- 1906年（明治39年）9月1日 - 宇治山田町の市制施行により、宇治山田市河崎町となる。
- 1955年（昭和30年） - 市名改称により、伊勢市河崎町となる。
- 1966年（昭和41年）11月 - 住居表示実施に伴い、伊勢市河崎（1 - 3丁目）となる[9]。旧河崎町の一部は神久五丁目・船江（1 - 4丁目）・宮後（1 - 3丁目）となる。

### 地名の由来
近畿日本ツーリストの『'05-'06 伊勢 鳥羽 志摩 松阪』には、戦国時代に河崎宗次が開発したことにちなんで命名したとあるが、『宇治山田市史』によれば、宗次が河崎を名乗るようになったのはこの地に来てからであり、文字通り「川の崎」にあることに由来するという。

### 町名の変遷
| 実施後     | 実施年月日                | 実施前 |
| ---------- | ------------------------- | --- |
| 河崎一丁目 | 1966年（昭和41年）11月1日 | 河崎町（字 鶴辺・南鶴辺・中寺・中寺前・中寺北裏・御屋敷・横枕・浜田の一部）、吹上町（字 中寺前の一部）、宮後町（字 鷺山・川辺・鶴辺の一部）、船江町（字 横枕の一部） |
| 河崎二丁目 | 1966年（昭和41年）11月1日 | 河崎町（字 御屋敷・出屋敷・中寺前・南町・浜田・里中・北里中・八ッ町・畑町・横枕の一部）、船江町（字 築地・浜田の一部）                                               |
| 河崎三丁目 | 1966年（昭和41年）11月1日 | 河崎町（字 宇治道裏・土井裏・北側・南側の全域、出屋敷・八ッ町・里中・北里中・南町の一部）、神田久志本町（字 新田・土井裏の一部）                                     |

### 人口の変遷
1643年以降の人口の推移、なお、1995年以後は国勢調査による推移。
| 1643年（寛永20年） | 2,352人 | [ 5 ]      |  |
| 1965年（昭和40年） | 4,346人 | [ 5 ]      |  |
| 1980年（昭和55年） | 3,150人 | [ 2 ]      |  |
| 1995年（平成7年）  | 2,533人 | [ WEB 7 ]  |  |
| 2000年（平成12年） | 2,306人 | [ WEB 8 ]  |  |
| 2005年（平成17年） | 2,036人 | [ WEB 9 ]  |  |
| 2010年（平成22年） | 1,835人 | [ WEB 10 ] |  |
| 2015年（平成27年） | 1,752人 | [ WEB 11 ] |  |

### 世帯数の変遷
1643年以降の世帯数の推移、なお、1995年以後は国勢調査による推移。
| 1643年（寛永20年） | 678戸     | [ 5 ]      |  |
| 1965年（昭和40年） | 1,117世帯 | [ 5 ]      |  |
| 1980年（昭和55年） | 1,039世帯 | [ 2 ]      |  |
| 1995年（平成7年）  | 905世帯   | [ WEB 7 ]  |  |
| 2000年（平成12年） | 877世帯   | [ WEB 8 ]  |  |
| 2005年（平成17年） | 850世帯   | [ WEB 9 ]  |  |
| 2010年（平成22年） | 762世帯   | [ WEB 10 ] |  |
| 2015年（平成27年） | 776世帯   | [ WEB 11 ] |  |

## 学区
市立小・中学校に通う場合、学区は以下の通りとなる。
| 丁目      | 小学校             | 中学校                                  |
| --------- | ------------------ | --------------------------------------- |
| 河崎1丁目 | 伊勢市立有緝小学校 | 伊勢市立倉田山中学校 伊勢市立厚生中学校 |
| 河崎2丁目 | 伊勢市立有緝小学校 | 伊勢市立倉田山中学校                    |
| 河崎3丁目 | 伊勢市立有緝小学校 | 伊勢市立倉田山中学校                    |

## まちづくり

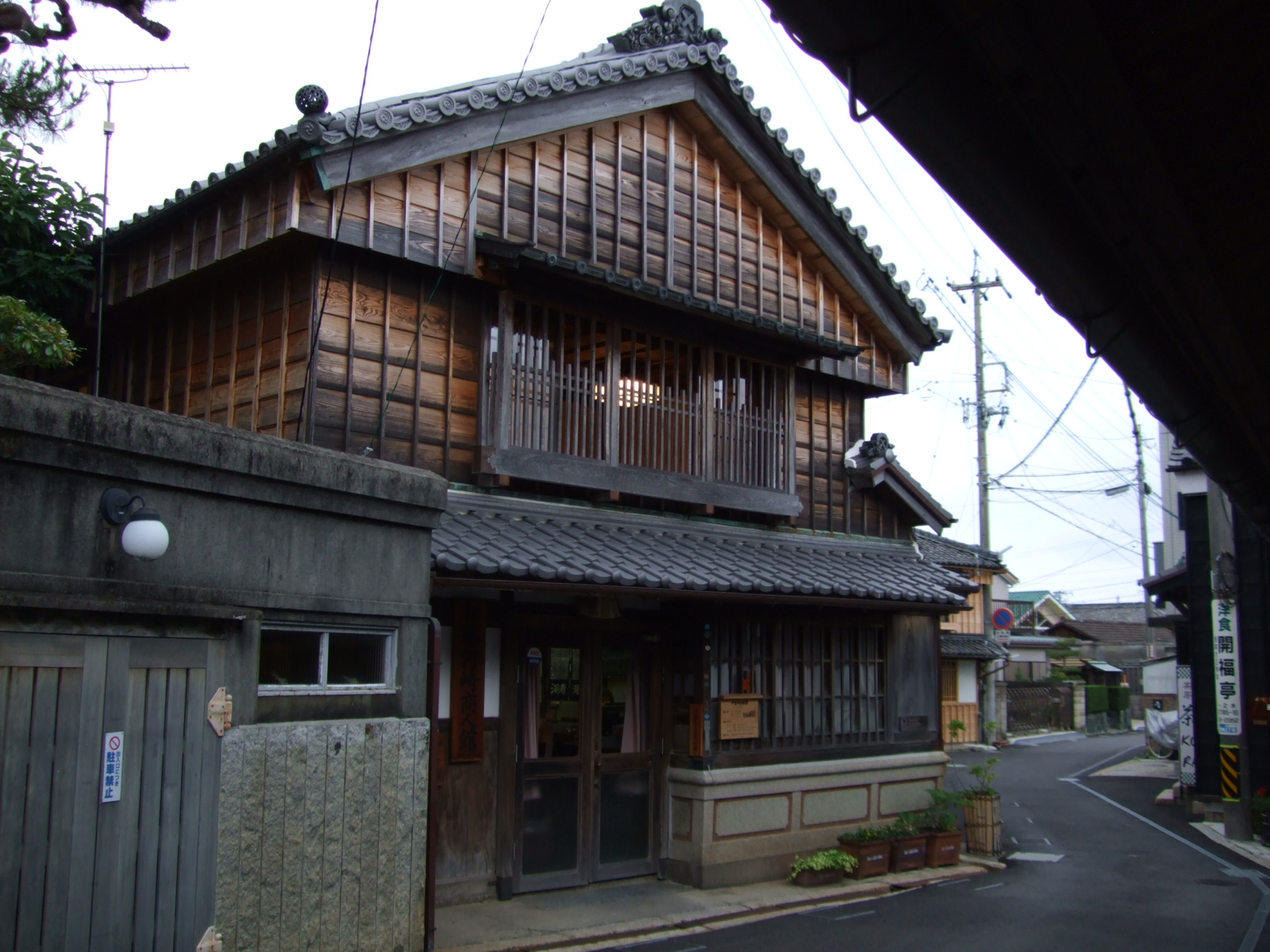
伊勢河崎商人館

河崎のまちづくりは住民の町並み保存から始まった。1979年（昭和54年）に「伊勢河崎の歴史と文化を育てる会」が発足、財団法人ナショナルトラスト協会の調査団が訪れた。1982年（昭和57年）には「河崎まちなみ館」が開館するなど周辺の活性が見られたが、その後活動は停滞する。
活動が復活したのは1996年（平成8年）の河崎地区での伊勢市によるワークショップで、市が歴史文化交流拠点として河崎を位置づける方針を示した。1999年（平成11年）に中心となる組織「伊勢河崎まちづくり衆」が発足、2002年（平成14年）に河崎を代表する酒屋だった小川酒店を改築した伊勢河崎商人館を誕生させた。この小川酒店はマンション開発の危機にさらされていた。
河崎のまちづくりの目標はあくまで「いつまでも住み続けられるまち」であり、それを失ってまでの観光開発は行わない旨を表明している。

## 交通
道路
- 三重県道201号宇治山田港伊勢市停車場線：通称「八間道路」。河崎を南北方向に貫き、一丁目と二丁目の境をなす。

路線バス
三重交通伊勢営業所管内
- 03・04・41系統 伊勢市駅前
- 03系統 大湊
- 04系統 一色町
- 12系統 今一色
- 12系統 土路
- 41系統 鳥羽
- かつては、伊勢二見鳥羽周遊バス「CANばす」が河崎商人館駐車場に乗りいれていたが、2010年3月19日に河崎商人館駐車場停留所が廃止となった。

航路
- 河崎・川の駅 - 二軒茶屋・川の駅 - 神社・海の駅
  - 毎週土曜・日曜の1往復運航[11]

## 施設
一丁目
- 学校法人八木学園英心高等学校
- 学校法人伊勢学園伊勢調理製菓専門学校
- 神田小児科
- 宮川用水土地改良区

二丁目
- 百五銀行河崎支店
- 伊勢河崎郵便局
- 旅館星出館
- 播田屋本店：伊勢銘菓絲印煎餅の製造・販売

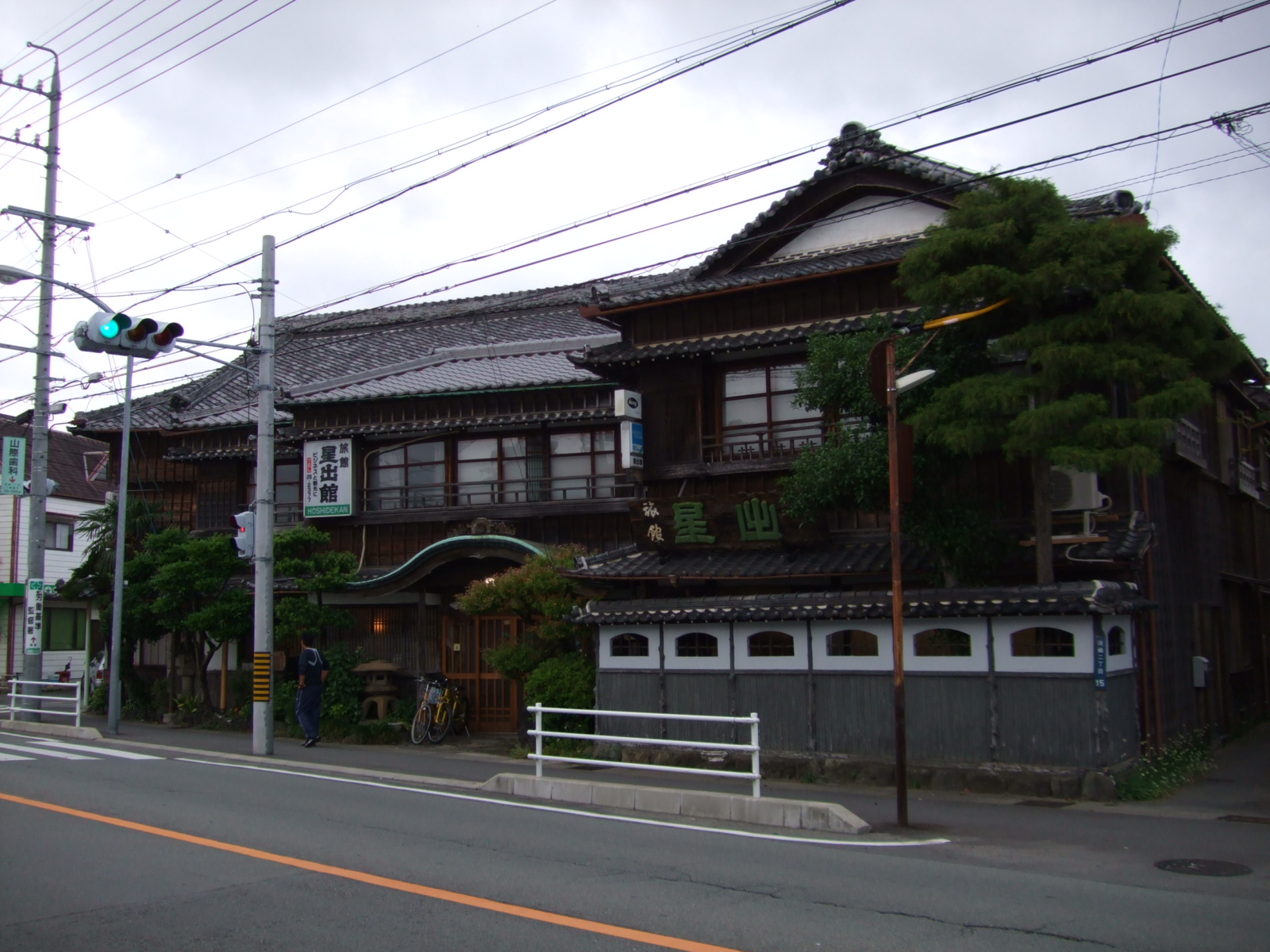
旅館星出館

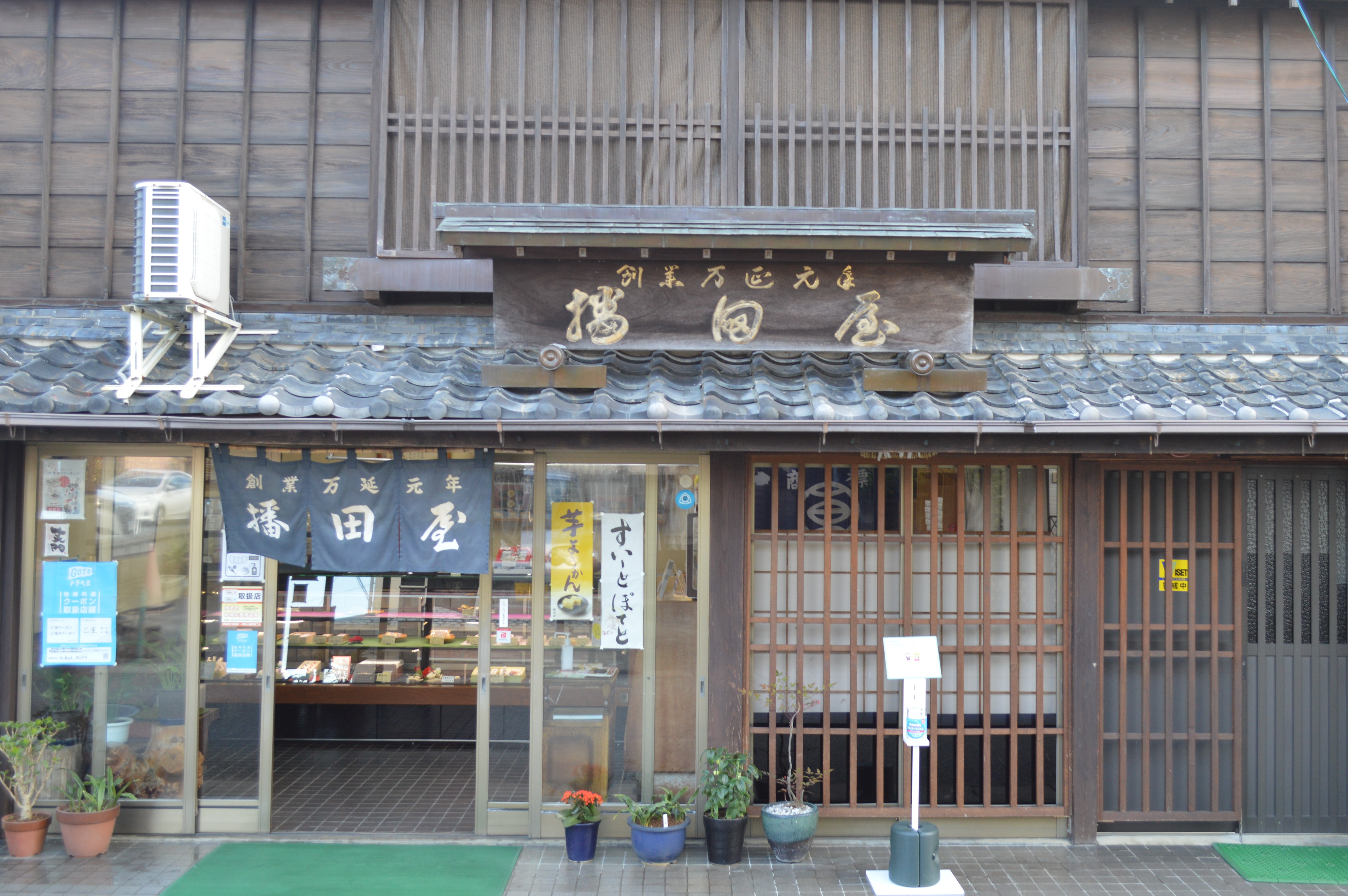
播田屋本店

- 河辺七種神社：「河崎の天王祭」が行われる[2]。
- 伊勢河崎商人館
- 寄席小屋「伊勢河崎輝輝亭」

三丁目
- 老人ホーム双寿園

## 河崎が登場する作品
- 伊勢を舞台とした橋本紡の恋愛小説『半分の月がのぼる空』ではヒロインの秋庭里香の住む街として河崎が描かれている[12]。また同作の映画版では、「暮らし体験南町の家」が主人公・戎崎裕一の親友、世古口司の家としてロケに使われたほか、「伊勢河崎商人館」も撮影に用いられた[WEB 14]。
- テレビドラマ『十津川警部シリーズ』第43作『伊勢志摩殺人迷路』（TBS『月曜ゴールデン』2010年3月29日放送）では、事件のカギを握る大物古美術商が河崎に蔵を持っているという設定でロケが行われた。